# Aeroportul Fort Resolution
Aeroportul Fort Resolution (IATA: YFR, ICAO: CYFR) este un aeroport din Fort Resolution⁠(d), Regiunea 5⁠(d), Teritoriile de Nord-Vest, Canada.
Situat la o altitudine de 161 m, aeroportul dispune de o singură pistă.